# Стоукс, Крис (бобслеист)
Нельсон Кристиан «Крис» Стоукс (англ. Nelson Christian 'Chris' Stokes, родился 12 ноября 1963 года в Сент-Эндрю) — ямайский бобслеист, один из лидеров сборной Ямайки и участник бобслейных соревнований на зимних Олимпийских играх 1988 года.

## Биография
Крис Стоукс был успешным легкоатлетом. Окончил колледж Бронкса, получил стипендию университета Айдахо, окончил его с отличием cum laude и получил степень бакалавра финансов. Затем получил степень магистра бизнес-администрирования в университете штата Вашингтон и магистра банковского дела (с отличием) в Джорджтаунском университете.
Учась в университете штата Вашингтона, Стоукс попытался пройти отбор на Олимпиаду в Сеуле. В 1988 году он в составе сборной Ямайки принял участие в зимней Олимпиаде в Калгари. В сборную он попал случайно за три дня до заездов экипажей четвёрок: он ехал поддержать своего брата Дадли (капитана армии), участвовавшего в заездах двоек. В заездах четвёрок команда не финишировала, поскольку в третьем заезде бобслей вылетел с трассы на повороте и его пришлось докатывать до конца трека, а с четвёртого заезда команда снялась.
В настоящее время Крис Стоукс — вице-президент по вопросам бизнес-развития общества Victoria Mutual Building Society. Его супруга — Кайон Элизабет Смит, свадьба состоялась 18 марта 2006 года.

## Олимпийские игры
Крис и Дадли Стоукс выступали всего на четырёх Олимпиадах:
- 1988 – четвёрки, не финишировал
- 1992 – двойки, 36-е место
- 1992 – четвёрки, 25-е место
- 1994 – четвёрки, 14-е место
- 1998 – четвёрки, 21-е место

С 1995 года Крис Стоукс — президент Федерации бобслея Ямайки. Автор книги «Крутые виражи и что было за ними — история сборной Ямайки по бобслею» (англ. , ISBN 1-58982-082-7) о выступлении сборной Ямайки. Книга экранизирована в 1993 году как фильм «Крутые виражи».